# Гіппократ Хіоський
Гіппократ Хіоський (дав.-гр. Ἱπποκράτης, лат. Hippocrates; друга половина V століття до н. е.) — давньогрецький математик і астроном.
Гіппократ народився на острові Хіос. У молодості намагався займатися торгівлею, але не знайшов себе у цьому занятті. Перебрався до Афін, де й став уславленим математиком.
Основна наукова заслуга Гіппократа — укладання першого повного зводу геометричних знань. Він назвав його Начала, заснувавши тим самим традицію, якій після нього слідували багато вчених — Евклід та ін. Ця традиція стосовно назви основоположних праць збереглася й до сьогодні. Ван дер Варден вважає, що гіппократові Начала включали I–IV книг Начал Евкліда.

Гіппократові серпки

Декілька уривків з праць Гіппократа Хіоського дійшли до нас у коментарях Симплікія (VI ст. н. е.) до Арістотеля. Тут досліджуються так звані гіппократові серпки — серпоподібні фігури, обмежені двома дугами кіл. За їхньою допомогою Гіппократ намагався вирішити проблему квадратури круга. Він знайшов три види таких серпків, для яких можна побудувати рівновеликий квадрат, але вирішити задачу у загальному вигляді йому не вдалося. У XIX ст. було доведено, що за допомогою циркуля і лінійки квадрувати круг неможливо.
Гіппократ займався й іншою відомою задачею древності — подвоєння куба. Він звів її до задачі на вставку між двома даними відрізками двох середніх у неперервній пропорції.
Збереглися і міркування Гіппократа про природу Чумацького шляху та комет. Він був близький до того, щоб вважати їх оптичними ілюзіями.